# Leopoldsteiner See
Der Leopoldsteiner See ist ein Bergsee in der Steiermark, etwa vier Kilometer nordwestlich der Stadt Eisenerz. Er liegt in 628 m Seehöhe am Fuße der Seemauer in der westlichen Hochschwabgruppe. Der See ist 1400 Meter lang und 370 Meter breit, seine tiefste Stelle beträgt 31 m. Durch den See fließt der Seebach, hauptsächlich wird er jedoch durch unterirdische Quellen gespeist.
Den Namen trägt der See auf Grund des nahe gelegenen Schlosses Leopoldstein.

## Sage
In der Nähe dieses Sees soll einer Sage nach ein Wassermann gefangen worden sein. Um seine Freilassung zu erkaufen, zeigte er seinen Fängern ein Eisenerzvorkommen, den nur wenige Kilometer entfernten Erzberg. Danach verschwand er im Wassermannsloch.

## Wanderwege und Bläsertreffen
Ein Rundwanderweg führt um den See, auch der Nordalpen-Weitwanderweg (Teil des Europäischen Fernwanderwegs E4) berührt auf dem Weg vom Hochschwab nach Eisenerz kurz das Seeufer.
Am 7. Oktober 2023 ist der See bereits zum 23. Mal Austragungsort des Weisen- und Echobläsertreffens, organisiert von der Stadtmusikkapelle Eisenerz. Blechbläser(gruppen) aus mehreren Bundesländern spielen am Ufer, von Booten, ein paar Jodler aus der Luft, bei einem Tandem-Paragleiter-Flug von der Seemauer.

## Denkmal
Basierend auf umfangreichen Forschungen und in enger Zusammenarbeit mit der Gemeinde Eisenerz erarbeitete Ramesch Daha eine zweiteilige Arbeit. „… Das größte Massaker in der Steiermark verübten Angehörige des Eisenerzer Volkssturms am 7. April 1945 in unmittelbarer Nähe der Passhöhe des Präbichls, bei dem über 200 Juden ermordet wurden. Auf Lastwägen wurden die Leichen in die Seeau beim Leopoldsteiner See transportiert, wo sie in Massengräbern verscharrt wurden.“

## Bildergalerie

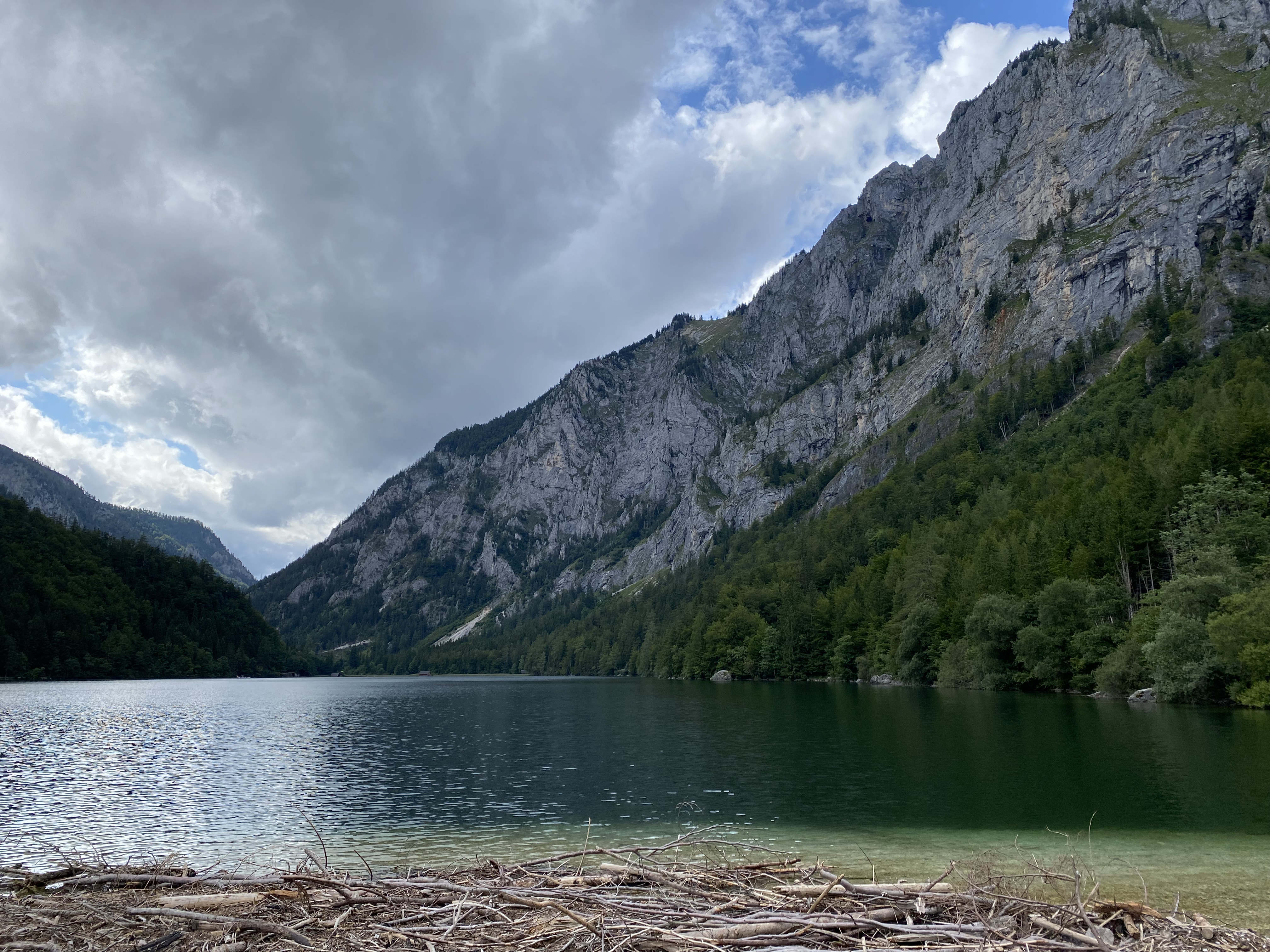
Leopoldsteinersee, dahinter Seemauer; Blickrichtung Nordwesten
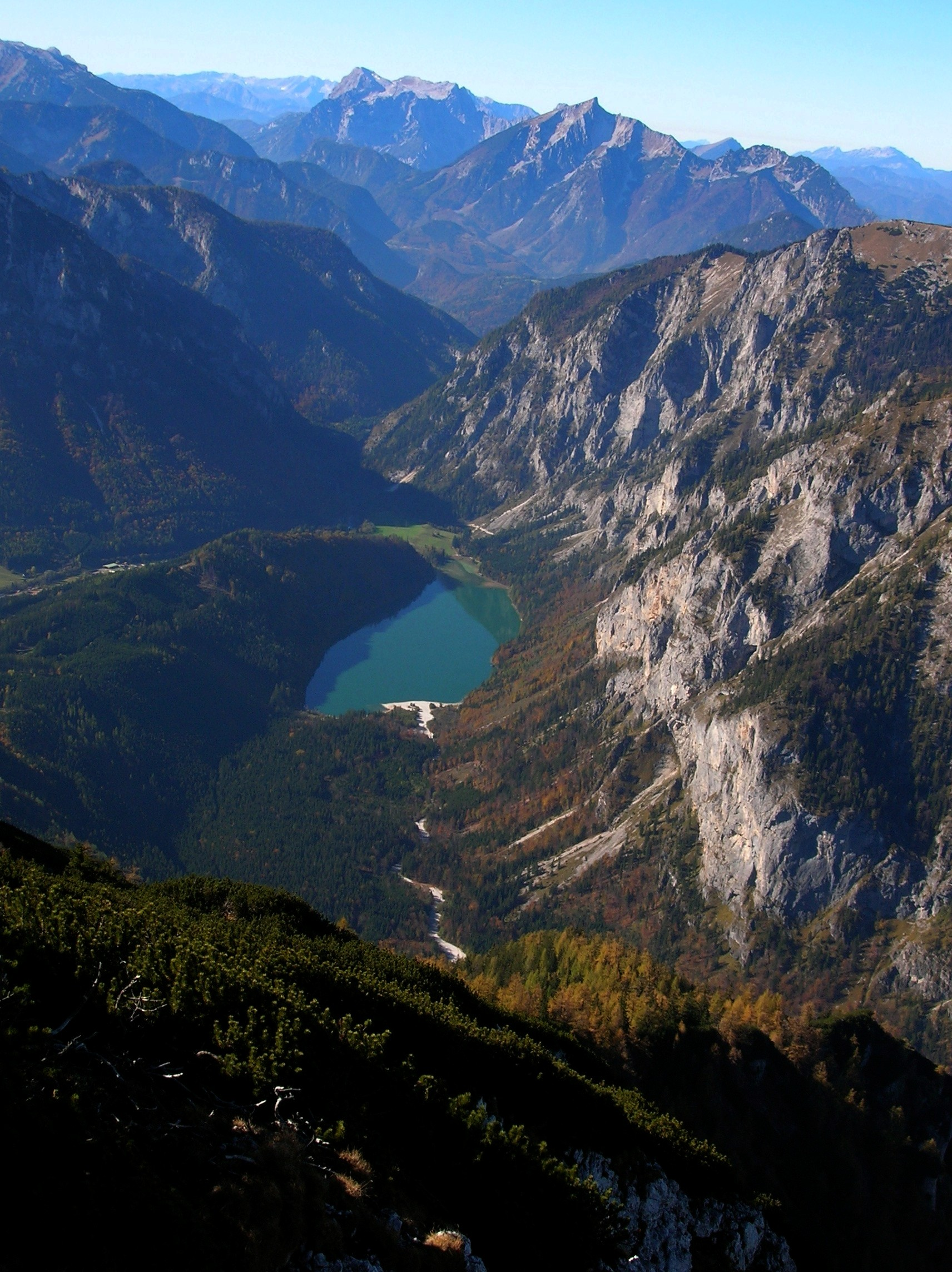
Südostansicht des Sees mit dem Großen Buchstein und Tamischbachturm im Hintergrund